# Лудогорско плато
Лудогорско плато (или Делиорманско плато) е плато в Североизточна България, Източната Дунавска равнина, области Разград, Силистра, Шумен и Добрич, заемащо южната част от историко-географската област Лудогорие.
Границите на платото не са точно определени, но приблизително минават по следните географски обекти:
- на запад – платото достига до долините на реките Бели Лом (дясна съставяща на Русенски Лом) и Топчийска река (влива се в Дунав като суходолие);
- на юг – платото постепенно се повишава към Разградските и Самуиловските височини;
- на югоизток – платото достига до долината на Бресташка река, десен приток на Карамандере, от басейна на Суха река;
- на изток – платото постепенно прехожда в Добруджанското плато;
- на север – височината му постепенно намалява към по-ниската, хълмиста част на Лудогорието.[1]

Дължината на платото от запад на изток е около 80 – 85 км, а ширината му от север на юг – 35 – 40 км. Надморската височина варира от 200 м на север до 300 м на юг.
Лудогорското плато е развито върху северния полегат склон на Севеpнобългарското издигане и е прорязано от дълбоките каньоновидни долини на реките Чаирлък, Война, Царацар, Сенковец, Канагьол, Карамандере и други, долините на които постепенно в долните си течения се превръщат в каньоновидни суходолия. Изградено е от долнокредни варовици, варовити пясъчници и мергели, припокрити от льос, сиви горски почви на юг и излужени черноземи и карбонатни почви на север. Има находища на огнеупорни глини и каолинови пясъчници.
Климатът е умерено-континентален със средногодишна януарска температура от -1 °C до -2 °C и средногодишна юлска температура 21 – 22 °C. Средногодишни валежи от порядъка на 550 – 580 мм с пролетно-летен максимум. Реките са маловодни с пролетно-летни прииждания. Платото е богато на дълбоки подземни води и карстови извори, които се използват за напояване и водоснабдяване.
Горите от дъб, габър, липа и др., които са покривали в миналото областта са дали нейното име „Луда гора“ (на турски Делиорман), сега се срещат на отделни разкъсани участъци и заемат около 30% от територията на платото. Най-голям по площ горски масив е дъбовата гора в резервата „Воден“, намиращ се западно от град Исперих.
Благоприятният климат и почвени условия са предпоставка за отглеждане главно на зърнени култури, слънчоглед, захарно цвекло и зеленчуци.
Основни селища, разположени на платото са градовете Исперих, Кубрат, Дулово, Тервел, Завет и Каолиново и няколко десетки села.

## Топографска карта
- Лист от карта K-35-5. Мащаб: 1 : 100 000.
- Лист от карта K-35-6. Мащаб: 1 : 100 000.
- Лист от карта K-35-7. Мащаб: 1 : 100 000.
- Лист от карта K-35-8. Мащаб: 1 : 100 000.
- Лист от карта K-35-17. Мащаб: 1 : 100 000.
- Лист от карта K-35-18. Мащаб: 1 : 100 000.
- Лист от карта K-35-19. Мащаб: 1 : 100 000.
- Лист от карта K-35-20. Мащаб: 1 : 100 000.